# Marion Claßen-Beblo
Marion Claßen-Beblo (* 23. April 1953 in Berlin) ist eine deutsche Verwaltungsjuristin und Richterin. Sie wurde 2012 vom Land Berlin in die Kommission zur Ermittlung des Finanzbedarfs der Rundfunkanstalten berufen. Zudem war sie von 2009 bis 2018 Präsidentin des Rechnungshofes von Berlin.

## Leben

### Sportlerin
Marion Claßen-Beblo war eine erfolgreiche Leichtathletin. Sie startete für den SC Charlottenburg auf Laufstrecken bis 400 Meter und stand mit der Staffel des Vereins viermal (1976 bis 1979) in Finalläufen der Deutschen Meisterschaften über 4 × 100 m bzw. 4 × 400 m.

### Studium
Claßen-Beblo ging in Berlin zur Schule und studierte von 1973 bis 1978 Rechtswissenschaften an der Freien Universität Berlin. Sie legte die erste juristische Staatsprüfung 1978 und nach dem juristischen Vorbereitungsdienst im Bezirk des Kammergerichts die zweite juristische Staatsprüfung 1981 ab.

### Beruf
Claßen-Beblo stieg 1981 in den Justizdienst des Landes Berlin ein und wurde als Richterin auf Probe ernannt. 1995 wurde sie am Landgericht Berlin als Richteramt auf Lebenszeit berufen. Von 1985 bis 1989 arbeitete sie am Landgericht  und am Amtsgericht Wedding. Im Jahr 1989 wurde sie zur Senatsverwaltung für Justiz und Bundesangelegenheiten als Referentin für Personalangelegenheiten des nichtrichterlichen Dienstes abgeordnet. Anschließend wurde sie 1991 befördert und wurde Richterin am Kammergericht Berlin.
Nach mehreren Jahren im Richterdienst wurde Claßen-Beblo 1998 zur Senatsrätin unter Berufung in das Beamtenverhältnis auf Lebenszeit als Leiterin des Referat für Haushaltswesen in der Senatsverwaltung für Justiz ernannt.
Von 2002 bis 2005 war sie Vizepräsidentin des Amtsgerichts Tiergarten Berlin. Von 2005 an war sie Vizepräsidentin des Kammergerichts. Im Zeitraum von 2009 bis 2018 war sie Präsidentin des Rechnungshofes von Berlin.

## Kommission zur Ermittlung des Finanzbedarfs der Rundfunkanstalten
Seit 2012 ist Claßen-Beblo Mitglied der Kommission zur Ermittlung des Finanzbedarfs der Rundfunkanstalten (KEF). Sie ist Mitglied der Arbeitsgruppe 1 für die Erträge, anrechenbare Eigenmittel und den Finanzausgleich zwischen den ARD-Anstalten.